# Första, andra, tredje
Första, andra, tredje är ett program som handlar om auktion som hade premiär på TV 4 den 1 oktober 2007. Programledare är Ernst Kirchsteiger och Peder Lamm.
Med Kirchsteiger följer ett antal experter med runt om i landet: Alf Ek, Maud Ingster, Peder Lamm, Johanna Isacsson och Tom Österman. 
I varje program besöks en stad där en stor värdering hålls, i slutet på programmet är det en stor auktion som bland annat ska fungera som ett slags kvitto på värderingen.